# نورمان دوسولت
نورمان دوسولت (بالإنجليزية: Norm Dussault)‏ هو لاعب هوكي جليد كندي وأمريكي، ولد في 26 سبتمبر 1925 في سبرينغفيلد في الولايات المتحدة، وتوفي في 28 أغسطس 2012.

## وصلات خارجية
- نورمان دوسولت على موقع دوري الهوكي الوطني (الإنجليزية)
- نورمان دوسولت على موقع EliteProspects.com (الإنجليزية)
- نورمان دوسولت على موقع HockeyDB.com (الإنجليزية)
- نورمان دوسولت على موقع Hockey-Reference.com (الإنجليزية)